# Commanderie de Xuantu

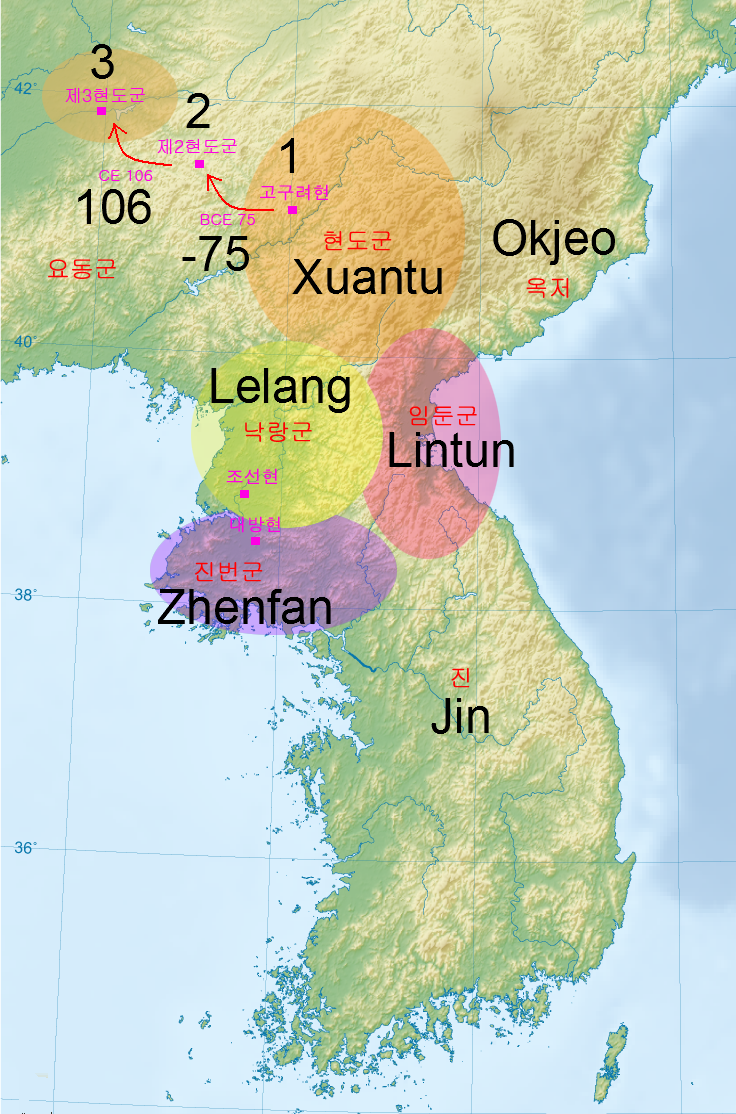
Déplacement de la commanderie de Xuantu à travers les siècles.

La commanderie de Xuantu  (玄菟郡 en chinois, Hyondo (현도) suivant la prononciation coréenne) est une des quatre commanderies chinoises de la dynastie Han. Située aux confins de la Mandchourie et de la Corée, elle a existé de -107 à 302. Elle a été établie après la victoire de la dynastie Han sur le royaume de Gojoseon de Wiman et s'est rapidement heurtée au royaume de Koguryo  qui prend complètement le contrôle de la région en 302. D'après le Livre des Han, la commanderie de Xuantu comptait 45 006 foyers et 221 845 habitants en l'an 2. 

## Chronologie
Confrontés aux peuples locaux, les Han réduisent leur présence en -82 et la commanderie de Xuantu absorbe celle de Lintun avant d'être forcée d'abandonner sa première capitale, Fort Okjeo  (沃沮城) et de la  déplacer en -75 à Gaogouli  (高句驪, Koguryo en coréen) dans la péninsule du Liaodong à cause des attaques des tribus Mo. En conséquence, elle doit abandonner certaines de ses préfectures et sept d'entre elles passent sous la juridiction de la commanderie de Lelang. Dès lors, cette commanderie n'est plus composée que de trois préfectures : Gaogouli, Shangyintai (上殷台) et Xigaima (西蓋馬) .
En 238, la nouvelle commanderie de Xuantu est retranchée plus à l'ouest et comprend les préfectures de Gaogouli, Gaoxian (高顯), Liaoyang (遼陽), et Wangping (望平). 